# John Walsh
John Walsh (Madras, 1 de Julho de 1726 — Londres, 9 de Março de 1795) foi um cientista britânico e o secretário do governador de Bengala.